# Épagny (Haute-Savoie)
Pour les articles homonymes, voir Épagny.
Épagny est une ancienne commune française située dans le département de la Haute-Savoie, en région Auvergne-Rhône-Alpes. Depuis le 1er janvier 2016, elle fait partie de la commune d'Epagny Metz-Tessy dont elle est le chef-lieu.
Les habitants d'Épagny sont nommés les Épaniens et les Épaniennes.

## Géographie

### Situation

#### Localisation
Épagny, d'une altitude moyenne de 455 m, est située dans les Préalpes, à environ 5 km à vol d'oiseau au nord-ouest de la ville d'Annecy. C'est pour l'essentiel une vallée glaciaire bordée au sud par le Nant de Gillon (affluent du Fier) et dominée au nord-ouest par la montagne de la Mandallaz.
D'une superficie de 6,7 km2, son territoire est le prolongement nord-ouest du bassin annécien et principalement une vallée de 2 km de large qui était à l'origine une zone marécageuse. Aujourd'hui largement asséchée, cette vallée est vidangée au sud par le Nant de Gillon, lui-même surplombé par le plateau de la commune de Poisy.

### Urbanisme

#### Morphologie urbaine
Différents hameaux historiques ont été largement étendus ces dernières années par de nombreuses constructions :
- Gillon (452 m) sur les rives du Nant de Gillon au sud ;
- Saint-Paul (470 m) au nord du centre ;
- Chez Pinget (500 m) au nord de Saint-Paul ;
- Chez les Favres (706 m) sur les pentes sud-est de la montagne de la Mandallaz.

#### Logement
Le nombre total de logements dans la commune est de 1 306. Parmi ces logements, 94,9 % sont des résidences principales, 1,8 % sont des résidences secondaires et 3,2 % sont des logements vacants. Ces logements sont pour une part de 49,7 % des maisons individuelles, 48,6 % sont des appartements et enfin seulement 1,7 % sont des logements d'un autre type. Le nombre d'habitants propriétaires de leur logement est de 71,7 %. Ce qui est largement supérieur à la moyenne nationale qui se monte à près de 55,3 %. Le nombre de locataires est de 25,7 % sur l'ensemble des logements qui est inférieur à la moyenne nationale qui est de  39,8 %. On peut noter également que 2,6 % des habitants de la commune sont des personnes logées gratuitement alors qu'au niveau de l'ensemble de la France le pourcentage est de 4,9 %. Toujours sur l'ensemble des logements de la commune, 4,1 % sont des studios, 19 % sont des logements de deux pièces, 19,2 % en ont trois, 23,4 % des logements disposent de quatre pièces, et 34,3 % des logements ont cinq pièces ou plus.

## Toponymie
En francoprovençal, le nom de la commune s'écrit Épanyi, selon la graphie de Conflans.

## Histoire
Le 15 juillet 1996, Épagny est l'épicentre d'un tremblement de terre, d'une magnitude de 5,2. Il provoque de dégâts matériels importants, principalement des chutes de cheminées et des fissures de murs, chiffrés à l'époque à une somme comprise entre 300 et 400 millions de francs.
En 2015, les conseils municipaux d'Épagny et de Metz-Tessy décident d'une fusion entre les deux communes. La création de la commune nouvelle d'Epagny Metz-Tessy intervient le 1er janvier 2016.

## Politique et administration

### Liste des maires
| Période                                  | Période         | Identité                 | Étiquette | Qualité |
| ---------------------------------------- | --------------- | ------------------------ | --------- | ------- |
| 1900                                     | 1919            | Jean-François Pinget     |           |         |
| 1919                                     | 1922            | Joseph-Antoine Roux      |           |         |
| 1922                                     | 1925            | Jean Favre               |           |         |
| 1925                                     | 1929            | Joseph Paris             |           |         |
| 1929                                     | 1936            | François-Henri Lavorel   |           |         |
| 1936                                     |                 | Sylvain-François Fumex   |           |         |
|                                          | 1945            | Conseil de la Résistance |           |         |
| 1945                                     | 1949            | Édouard Paclet           |           |         |
| 1949                                     | 1965            | Jean Gruffy              |           |         |
| 1965                                     | 1971            | Eugène Lavorel           |           |         |
| 1971                                     | 2001            | Jean Maulet              |           |         |
| 2001                                     | 2008            | François Blanchut        |           |         |
| 2008                                     | Mandat en cours | Roland Daviet            |           |         |
| Les données manquantes sont à compléter. |                 |                          |           |         |

## Population et société

### Démographie
L'évolution du nombre d'habitants est connue à travers les recensements de la population effectués dans la commune depuis 1793. À partir du 1er janvier 2009, les populations légales des communes sont publiées annuellement dans le cadre d'un recensement qui repose désormais sur une collecte d'information annuelle, concernant successivement tous les territoires communaux au cours d'une période de cinq ans. 
Pour les communes de moins de 10 000 habitants, une enquête de recensement portant sur toute la population est réalisée tous les cinq ans, les populations légales des années intermédiaires étant quant à elles estimées par interpolation ou extrapolation. Pour la commune, le premier recensement exhaustif entrant dans le cadre du nouveau dispositif a été réalisé en 2005,.
En 2013, la commune comptait 4 118 habitants, en évolution de +7,91 % par rapport à 2008 (Haute-Savoie : +7,9 %, France hors Mayotte : +2,49 %).
| 1793 | 1800 | 1806 | 1822 | 1838 | 1848 | 1858 | 1861 | 1866 |
| ---- | ---- | ---- | ---- | ---- | ---- | ---- | ---- | ---- |
| 169  | 110  | 196  | 255  | 294  | 368  | 398  | 400  | 374  |

| 1872 | 1876 | 1881 | 1886 | 1891 | 1896 | 1901 | 1906 | 1911 |
| ---- | ---- | ---- | ---- | ---- | ---- | ---- | ---- | ---- |
| 425  | 407  | 410  | 431  | 401  | 392  | 387  | 400  | 396  |

| 1921 | 1926 | 1931 | 1936 | 1946 | 1954 | 1962 | 1968 | 1975 |
| ---- | ---- | ---- | ---- | ---- | ---- | ---- | ---- | ---- |
| 364  | 390  | 371  | 360  | 345  | 397  | 393  | 512  | 940  |

| 1982  | 1990  | 1999  | 2005  | 2010  | 2013  | - | - | - |
| ----- | ----- | ----- | ----- | ----- | ----- | - | - | - |
| 1 266 | 2 061 | 3 233 | 3 509 | 3 899 | 4 118 | - | - | - |

Évolution de la pyramide des âges de la ville d'Épagny, comparaison entre l'année 1999 et 1982 :
| Hommes | Classe d’âge | Femmes |
| ------ | ------------ | ------ |
| 31     | 75 à plus    | 40     |
| 137    | 60 à 74      | 122    |
| 418    | 40 à 59      | 406    |
| 590    | 20 à 39      | 571    |
| 474    | 0 à 19       | 444    |

| Hommes | Classe d’âge | Femmes |
| ------ | ------------ | ------ |
| 6      | 75 à plus    | 21     |
| 44     | 60 à 74      | 47     |
| 180    | 40 à 59      | 154    |
| 192    | 20 à 39      | 175    |
| 250    | 0 à 19       | 196    |

Le nombre total de ménages à Épagny est de 1 240. Ces ménages ne sont pas tous égaux en nombre d'individus. Certains de ces ménages comportent une personne, d'autres deux, trois, quatre, cinq voire plus de six personnes. Voici ci-dessous, les données en pourcentage de la répartition de ces ménages par rapport au nombre total de ménages.
Les Ménages
| Ménages de :                | 1 personne | 2 pers. | 3 pers. | 4 pers. | 5 pers. | 6 pers. ou + |
| --------------------------- | ---------- | ------- | ------- | ------- | ------- | ------------ |
| Épagny                      | 23,6 %     | 30 %    | 17,7 %  | 21,1 %  | 6,4 %   | 1,1 %        |
| Moyenne Nationale           | 31 %       | 31,1 %  | 16,2 %  | 13,8 %  | 5,5 %   | 2,4 %        |
| Sources des données : INSEE |            |         |         |         |         |              |

## Économie

### Revenus de la population et fiscalité
Le revenu moyen par ménage épagnien, en 2004, est de 20 621 €/an, ce qui est supérieur à la moyenne nationale qui s'élève à près de 15 027 €/an.

### Emploi
Le taux de chômage, en 1999,  pour la commune s'élève à 5,3 %, avec un nombre totale de 98 chomeurs. Le taux d'activité entre 20 et 59 ans s'établit à 91 % ce qui est supérieur à la moyenne nationale qui est de 82,2 %. On comptait 56,8 % d'actifs contre 8,9 % de retraités dont le nombre est supérieur à la moyenne nationale (18,2 %). Il y avait 24,7 % de jeunes scolarisés et 9,6 % de personnes sans activité.
Répartition des emplois par domaine d'activité
|                             | Agriculteurs | Artisans, commerçants, chefs d'entreprise | Cadres, professions intellectuelles | Professions intermédiaires | Employés | Ouvriers |
| --------------------------- | ------------ | ----------------------------------------- | ----------------------------------- | -------------------------- | -------- | -------- |
| Épagny                      | 0,2 %        | 8 %                                       | 12 %                                | 29,7 %                     | 27,9 %   | 22,2 %   |
| Moyenne nationale           | 2,4 %        | 6,4 %                                     | 12,1 %                              | 22,1 %                     | 29,9 %   | 27,1 %   |
| Sources des données : INSEE |              |                                           |                                     |                            |          |          |

## Culture locale et patrimoine

### Lieux et monuments
- Église Saint-Pierre-aux-Liens d'Épagny
- Oratoire ou "Grotte de Lourdes d'Épagny", inaugurée le 19 juin 1898, structure de 12 mètres de haut surmontée d'une croix de 3 mètres, construite après une souscription auprès des paroissiens. Un pèlerinage annuel y avait lieu jusque vers 1960[14].